# Rimegepant
Rimegepant ist ein Arzneistoff aus der Wirkstoffklasse der niedermolekularen CGRP-Rezeptorantagonisten (Gepante). Er wird zur Behandlung akuter Migräneattacken sowie auch zur Vorbeugung (Prophylaxe) bei episodischer Migräne angewendet. 
Rimegepant ist peroral wirksam.

## Eigenschaften
Rimegepant wird pharmazeutisch in Form des Schwefelsäuresalzes Rimegepanthemisulfat-Sesquihydrat eingesetzt. Das Salz ist ein weißer bis fast weißer kristalliner Feststoff, der in Wasser schwer löslich ist.

## Wirkungsmechanismus
Gepante sind niedermolekulare CGRP-Rezeptor-Antagonisten. CGRP steht für Calcitonin Gene-Related Peptide, ein Neuropeptid, das an der Auslösung von Migräneanfällen beteiligt ist.
Rimegepant blockiert den CGRP-Rezeptor und hebt dadurch die Effekte von CGRP auf. Anders als die CGRP-Inhibitoren aus der Gruppe der monoklonalen Antikörper kann das niedermolekulare Rimegepant oral gegeben werden.

## Medizinische Verwendung
Die zugelassenen Anwendungsgebiete umfassen die akute Behandlung von Migräne mit oder ohne Aura bei Erwachsenen sowie die vorbeugende Behandlung der episodischen Migräne bei Erwachsenen, die mindestens 4 Migräneanfälle pro Monat haben. In der EU ist es das erste zugelassene Arzneimittel für beide Indikationen, Behandlung und Vorbeugung von Migräne.
Wirksamkeit und Verträglichkeit zur Akutbehandlung der Migräne wurden in einer Studie untersucht. Unter Rimegepant waren 21 % der Probanden zwei Stunden nach der Einnahme schmerzfrei gegenüber nur 11 % in der Placebogruppe. In einer weiteren Studie zur Migräneprophylaxe, in der die Einnahme alle zwei Tage über neun bis zwölf Wochen erfolgte, war die Behandlung mit Rimegepant in Bezug auf den primären Endpunkt (Veränderung der mittleren Anzahl von Migränetagen pro Monat) in diesem Zeitraum gegenüber Placebo überlegen (minus 4,3 Tage unter Rimegepant vs. minus 3,5 Tage unter Placebo).
Als häufigste Nebenwirkung wurde Übelkeit beobachtet.

## Pharmakokinetik
Nach oraler Gabe beträgt die Bioverfügbarkeit circa 64 %. Maximale Plasmaspiegel entstehen nach 1,5 Stunden. Die Verstoffwechselung erfolgt überwiegend über CYP3A4, in geringerem Maße auch über CYP2C9. Etwa 77 % der Dosis werden unverändert ausgeschieden, davon 51 % über den Urin und 42 % über die Faeces. Die Plasmahalbwertszeit beträgt 11 Stunden.

## Handelsnamen
Nurtec (USA), Vydura (EU); Zulassungsinhaber: Biohaven Pharmaceuticals
Formuliert ist der Wirkstoff als Schmelztablette (englisch: Orodispersible tablet, ODT) für die Einnahme oder sublinguale Verabreichung.
Das Arzneimittel wurde in den USA im Februar 2020 und in der EU im April 2022 zugelassen.